# The Highlights
The Highlights è la terza raccolta del cantante canadese The Weeknd, pubblicata il 5 febbraio 2021 dalla XO e Republic.

## Tracce
1. Save Your Tears – 3:35
2. Blinding Lights – 3:20
3. In Your Eyes – 3:57
4. Can't Feel My Face – 3:33
5. I Feel It Coming (with Daft Punk) – 4:29
6. Starboy (with Daft Punk) – 3:50
7. Pray for Me (with Kendrick Lamar) – 3:31
8. Heartless – 3:18
9. Often – 4:09
10. The Hills – 4:02
11. Call Out My Name – 3:48
12. Die for You – 4:20
13. Earned It (Fifty Shades of Grey) – 4:37
14. Love Me Harder (with Ariana Grande) – 3:56
15. Acquainted – 5:48
16. Wicked Games – 5:25
17. The Morning – 5:15
18. After Hours – 6:01

Tracce bonus nell'edizione deluxe di iTunes
1. Save Your Tears (Video) – 4:08
2. Blinding Lights (Video) – 4:22
3. In Your Eyes (Video) – 5:41
4. Can't Feel My Face (Video) – 3:39
5. I Feel It Coming (with Daft Punk) (Video) – 4:59
6. Starboy (with Daft Punk) (Video) – 4:34
7. Heartless (Video) – 4:09
8. Often (Video) – 4:10
9. The Hills (Video) – 3:55
10. Call Out My Name (Video) – 3:58
11. Earned It (Fifty Shades of Grey) (Video) – 4:36
12. Wicked Games (Video) – 4:42
13. After Hours (Short Film) (Video) – 5:01

Tracce bonus nell'edizione deluxe del 2024
1. One of the Girls (with Lily-Rose Depp) – 4:04
2. Popular (with Playboi Carti and Madonna) – 3:35
3. I Was Never There (feat. Gesaffelstein) – 4:01
4. House of Balloons/Glass Table Girls – 6:47
5. Less than Zero – 3:31
6. Is There Someone Else? – 3:19
7. Party Monster – 4:09
8. Stargirl Interlude (feat. Lana Del Rey) – 1:51
9. Tell Your Friends – 5:34
10. Sacrifice – 3:08
11. Reminder – 3:39
12. In the Night – 3:55
13. Wasted Times – 3:40
14. Take My Breath – 5:39
15. Moth to a Flame (with Swedish House Mafia) – 3:54
16. Out of Time – 3:34
17. King of the Fall – 5:01
18. High for This – 4:07

## Classifiche

### Classifiche settimanali
| Classifica (2021-24) | Posizione massima |
| -------------------- | ----------------- |
| Argentina            | 8                 |
| Australia            | 2                 |
| Austria              | 15                |
| Belgio (Fiandre)     | 10                |
| Belgio (Vallonia)    | 21                |
| Canada               | 1                 |
| Croazia              | 17                |
| Danimarca            | 27                |
| Francia              | 4                 |
| Germania             | 13                |
| Grecia               | 18                |
| Irlanda              | 1                 |
| Italia               | 44                |
| Lituania             | 78                |
| Norvegia             | 16                |
| Nuova Zelanda        | 1                 |
| Paesi Bassi          | 29                |
| Polonia              | 7                 |
| Portogallo           | 2                 |
| Regno Unito          | 2                 |
| Repubblica Ceca      | 79                |
| Slovacchia           | 70                |
| Spagna               | 30                |
| Stati Uniti          | 2                 |
| Svizzera             | 10                |

### Classifiche di fine anno
| Classifica (2021) | Posizione |
| ----------------- | --------- |
| Australia         | 9         |
| Belgio (Fiandre)  | 153       |
| Belgio (Vallonia) | 123       |
| Canada            | 10        |
| Francia           | 24        |
| Irlanda           | 15        |
| Nuova Zelanda     | 10        |
| Portogallo        | 30        |
| Regno Unito       | 11        |
| Stati Uniti       | 31        |
| Classifica (2022) | Posizione |
| Australia         | 3         |
| Canada            | 3         |
| Francia           | 51        |
| Nuova Zelanda     | 3         |
| Polonia           | 85        |
| Regno Unito       | 4         |
| Stati Uniti       | 10        |
| Classifica (2023) | Posizione |
| Canada            | 7         |
| Italia            | 83        |
| Nuova Zelanda     | 2         |
| Portogallo        | 64        |
| Regno Unito       | 1         |
| Stati Uniti       | 14        |
| Classifica (2024) | Posizione |
| Portogallo        | 65        |

### Classifiche di fine secolo
| Classifica (2000-2024) | Posizione |
| ---------------------- | --------- |
| Stati Uniti            | 52        |